# Nezávislé tvrzení
Tvrzení v matematické teorii se nazývá nezávislé, pokud je nelze z jejích axiomů dokázat ani vyvrátit. Jinými slovy, pokud teorie zůstane bezesporná, pokud k ní přidáme toto tvrzení nebo jeho negaci.
Vzhledem ke Gödelově větě o úplnosti lze ekvivalentně říci, že tvrzení A je nezávislé na teorii T, pokud v některém jejím modelu platí a v některém jiném neplatí.
Teorie je úplná, pokud neobsahuje žádná nezávislá tvrzení.

## Ilustrativní příklad
Teorie neomezených lineárních uspořádání není úplná, protože obsahuje nezávislé tvrzení
{\displaystyle \forall a\forall b\exists x:a\precneqq x\land x\precneqq b\,\!}
Příkladem modelu, v němž toto tvrzení platí, jsou racionální čísla; neplatí však v celých číslech.
Pokud k axiomům uvedené teorie přidáme toto tvrzení, dostaneme teorii hustých neomezených lineárních uspořádání a ta již úplná je. Pro každou formuli může nastat jen jedna z možností: buď platí v každém modelu, nebo v každém modelu platí její negace. 
To však neznamená, že všechny modely této teorie jsou izomorfní; například neexistuje bijekce (a tím méně izomorfismus) mezi racionálními a reálnými čísly, ač obě struktury jsou modelem zmíněné teorie. Navíc Löwenheimova-Skolemova věta tvrdí, že ke každému nekonečnému modelu jakékoli predikátové teorie existují modely libovolné větší mohutnosti.

## Důležité příklady
Podle druhé Gödelovy věty o neúplnosti je v Peanově aritmetice (PA) nezávislým tvrzením "PA je bezesporná". 
Je-li Zermelova-Fraenkelova teorie množin (ZF) bezesporná, pak jsou v ní nezávislé bezespornost ZF, bezespornost ZFC a axiom výběru; v ZFC je pak nezávislý axiom konstruovatelnosti, hypotéza kontinua i zobecněná hypotéza kontinua (GCH); z GCH plyne axiom výběru, ale nikoli naopak.
Existence většiny velkých kardinálů je nezávislá na ZFC (je-li tato bezesporná). Naopak axiom konstruovatelnosti umožňuje dokázat či vyvrátit řadu tvrzení, které jsou nezávislé v ZFC (plyne z něho např. GCH a tedy i axiomu výběru).